# Хазари
Хазари су били номадско туркијско племе, које је створило политички ентитет који је за вријеме свог постојања био најмоћнија земља произашла од бившег Западног туркијског каганата. Налазећи се на главној артерији трговине између сјеверне Европе и југозападне Азије, Хазарија је постала једна од најистакнутијих трговачких империја средњовјековног свијета, управљајући западном рутом Пута свиле и играјући кључну комерцијалну улогу као раскрсница између Кине, Средњег истока и Кијевске Русије. Током отприлике три вијека (око 650—965) Хазари су доминирали пространим подручјем које се протезало од Волшко-донске степе до источног Крима и Сјеверног Кавказа.
Хазарија је дуго служила као тампон држава између Византијског царства на једној страни и номада из сјеверних степа и Омејадског калифата на другој; касније је служила као заступник Византије против Сасадинске Персије. Савез је престао да постоји око 900. године када је Византија почела да охрабрује Алане да нападају Хазарију и ослабе њене посједе на Криму и Кавказу, покушавајући да прибаве савез са растућом моћи Руса на сјеверу, које су жељели да преведу у хришћанство. Између 965. и 969. године, кнез Кијевске Русије Свјатослав I освојио је пријестолницу Итилу и уништио хазарску државу.
Одређивање поријекла и природе Хазара блиско је повезано са теоријама о њиховом језику, али то ствара сложене потешкоће јер не постоје хазарски записи на матерњем језику, а држава је била полиглотска и полиетничка. Сматра се да је изворна религија Хазара био тенгризам, као и код сјевернокавкаских Хуна и осталих туркијских народа. Полиетничке становништво Хазарског каганата чинило је мултиконфесионални мозаик пагана, тенгриста, јудаиста, хришћана и муслимана. Владајућа елита Хазара је према Јехуди Халевију и Ибн Дауду прешла на рабински јудаизам у 8. вијеку, али обим преласка осталог становништва на јудаизам у Каганату остаје неизвјестан
Могуће хазарско поријекло доводи се у везу са јудајским Суботницима, Бухарским Јеврејима, муслиманским Кумицима и Казасима, Донским козацима, туркијским Кримчацима и њиховим кримским сусједима Караимима, затим молдавским Чангима, Горским Јеврејима и другим. Крајем 19. вијека, појавила се теорије према којој је језгро данашњих Ашкенаских Јевреја генетски води поријекло од хипотетске хазарске јеврејске дијаспоре која се са простора данашње западне Русије и Украјине пресилила у данашњу Француску и Њемачку. Овe теорије наилазe на повремену подршку, али већина научника је сматра скептичном. Ова теорија се повремено повезује са антисемитизмом и антиционизмом.

## Етимологија
Немет Гиула, према Гомбоц Золтану, изводи Xazar из хипотетског *Qasar који одражава туркијски коријен qaz- („лутати, скитати”) што је хипотетски самогласничка варијанта светуркијске ријечи . На фрагменту Тариатског натписа Ујгуског каганата налази се облик Qasar, иако је непознато да ли то представља лично или племенско име, постепено се јављају друге хипотезе. Луј Базен изводи из туркијског коријена qas- („тиранисати, угњетавати, тлачити”) на основу фонетске сличности са ујгурским племенским именом, Касар. Андраш Ронаташ назив повезује са кесаром, пахлавском транскрипцијом римске титуле цезар..
Даглас Данлоп покушао је да повеже кинески термин за Хазаре са једним од племенских имена Токуз Огуз Ујгура, првенствено са Gésà. Замјерке су биле то што Gesa/Qasar није било племенско име него презиме поглавице Сираки племена Токуз Огуз Ујгура и да је на средњокинеском етноним „Хазари”, увијек ишао уз ријеч Tūjué (кин: 突厥可薩部; пин: Tūjué Kěsà bù; кин: 突厥曷薩; пин: Tūjué Hésà), што је транскрибовано знаковима разчитим од оних који се користе за коријен Qa- у ујгурској ријечи .
Након преобраћања Хазара на јудаизам забиљежено је да су усвојили хебрејско писмо, и да су вјероватно, иако су говорили туркијским језиком, хазарске канцеларије под јудаизмом вјероватно међусобно комуницирале на хебрејском. У Expositio in Matthaeum Evangelistam, Газари, вјероватно Хазари, називају се хунским народом који живи у земљи Гога и Магога и да су обрезани према законима јудаизма.

## Лингвистика
Одређивање поријекла и природе Хазара блиско је повезано са теоријама о њиховом језику, али је то питање сложене природе јер не постоје домаћи записи на хазарском језику, а њихова земља је била полиглотска и полиетничка. Док су владар и владајућа елита вјероватно говорили источном варијантом шаз туркијског језика, племена су вјероватно говорила варијантом лир-туркијског језика, као што су огурски, који је идентификован са бугарским, чувашким и хунским (касније засновано на тврдњи персијског историчара Истахрија да је хазарски језик другачији од било ког познатог језика).. Једна од метода за праћење његовог поријекла састоји се у анализи могућих етимологија етнонима Хазари.

## Историја

### Племенска организација и рана историја
Племена која су чинила Хазарски каганат нису била етничка заједница, него огранци степских номада и народа који су били потчињени и обавезани на кључно турскијско вођство. Многе турскијске скупине, као што су огурски народи, укључујући Сарагуре, Огуре, Оногуре и Булгаре који су раније били дио Тијеле конфедерације, а којој су пришли након што су их на запад отјерали Савири, а који су опет бјежали од азијских Авара, почели да се досељавају у Поволшко-каспијско-понтску област још од 4. вијека и то је забиљежио Приск, који је већ од 463. године живио у западном дијелу евроазијске степе. Они изгледа потичу из Монголије и јужног Сибира из периода након слома хунског/сјунгнског номадског субјекта. Разноврсна племенска федерација коју су предводили ови Туркијци, која се вјероватно састојала од сложеног скупа иранских, прамонголских, уралских и палеосибирских племена, покорила је Жоужански каганат средњоазијских Авара 552. године и отиснула се даље на запад, узимајући у свом походу друге степске номаде и народе Согдијане..
Владајућа породица ове конфедерације можда је потицала из клана Ашина из западнотуркијских племена, иако Константин Цукерман гледа улогу Ашина и њихову кључну улогу у формирању Хазара са скептицизмом. Голден напомиње да су кинески и арапски извјештаји готово идентични, што везу чини јаком, и претпоставља да је њихов вођа можда био Ибрис-Шегуј кан, који је власт изгубио или је убијен око 651. године. Крећући се на запад, конфедерација је стигла до земље Акацира, који су били важни савезници Византије у борби против Атилине војске.

### Успон Русије и слом хазарске државе
У 9. веку, по извештају Константина VII Порфирогенита, група од три хазарска племена, Кабари, се побунила против хазарске централне власти. Разлог побуне је по неким изворима, била верска несугласица. После ратног сукоба и пораза Кабари су се придружили Мађарима и њиховој федерацији од седам мађарских племена.
Крајем 9. века Хазари су напали Печењезе који су их угрожавали. Печењези су били приморани да се повуку западније где су дошли у сукоб са тамошњим мађарским племенима. Печењези су успели да истисну Мађаре из Донско-Дњепарског базена. Под вођством Леведа а касније Арпада, Мађари крећу према Панонској низији и остављају празан простор у Хазарском каганату.
Хазари су у 10. веку ушли у савез са Византијом где су се истакли у борбама против Арапа. Године 965, војвода од Кијева, Свјатослав, је потукао Хазаре и њихова држава је пропала.
Поједина хазарска племена су наставила живети ван бившег Хазарског каганата и утопила се у народе нових држава.

## Опис народа
Хазари су били степски ратници: на коњима, наоружани копљем, луком и стрелом, сабљом уобичајеним за степу а имали су и неку врсту секире. Сами су себе у борбама штитили примитивним кожним оклопима. Њихова утврђења у којима су живели су била чврста и већином изграђена од камена. Тврђава у Саркелу, изграђена од цигала показује византијски утицај, уз чију помоћ су је и саградили.